# Labná
Labná egy maja régészeti lelőhely délkelet-Mexikóban, Yucatán államban. Neve a maja nyelvből származik, jelentése „öreg/elhagyott ház”. Fénykorát 600 és 900 között élte.

## Leírás
Labná Yucatán délnyugati részén, Oxkutzcab község területén, a Puuc régióban található egy sík területen. Területileg nem nagy, egykori kiterjedését mindössze 2,2 km²-esre becsülik, és úgy gondolják, 3000 embernek adhatott otthont.
Legjellegzetesebb épülete az, amelyik középen egy boltívet tartalmaz, és ami valószínűleg egy olyan hely bejárata lehetett, ahol nagy ünnepélyeket szoktak tartani. Ennek az épületnek a főhomlokzata stilizált kígyókkal van díszítve, sarkain pedig nagyméretű maszkok láthatók. Közelében, tőle keletre található  a kilátónak nevezett épület, amely 3 méter széles és 6 méter magas. Díszítései Puuc-stílusú kőmozaikos technikával készültek.
A boltíves épület és a kilátó együttesétől egy dél–északi irányú sacbé vezet az úgynevezett palotaépülethez, amely a maga 120 méteres hosszával a Puuc régió egyik legnagyobb építménye. Két szintjén összesen 57 szoba található, ebből az első szinten 40, homlokzata pedig egyéb faragványok mellett oszlopokkal, Chaac isten maszkjaival és lépcsőzetes szélű cikkcakkosszalag-mintás frízekkel van díszítve. Az első szint homlokzatán található egy nagy, állatszerű maszk is, amelynek szájából egy emberi fej nyúlik ki, észak felé pedig egy másik maszk is van, amelyet emberi alakok szegélyeznek. Ezeken egy maja évszám olvasható, ami a mi időszámításunkban a 862-es évnek felel meg. A Labná központi terének északi bejáratánál elhelyezkedő oszlopokból úgy következtetnek, hogy ez a tér lehetett a település szakrális központja. Ezeknek a tornyoknak a stukkódíszei valószínűleg a világ központjának kozmikus fáját ábrázolták.

## Képek

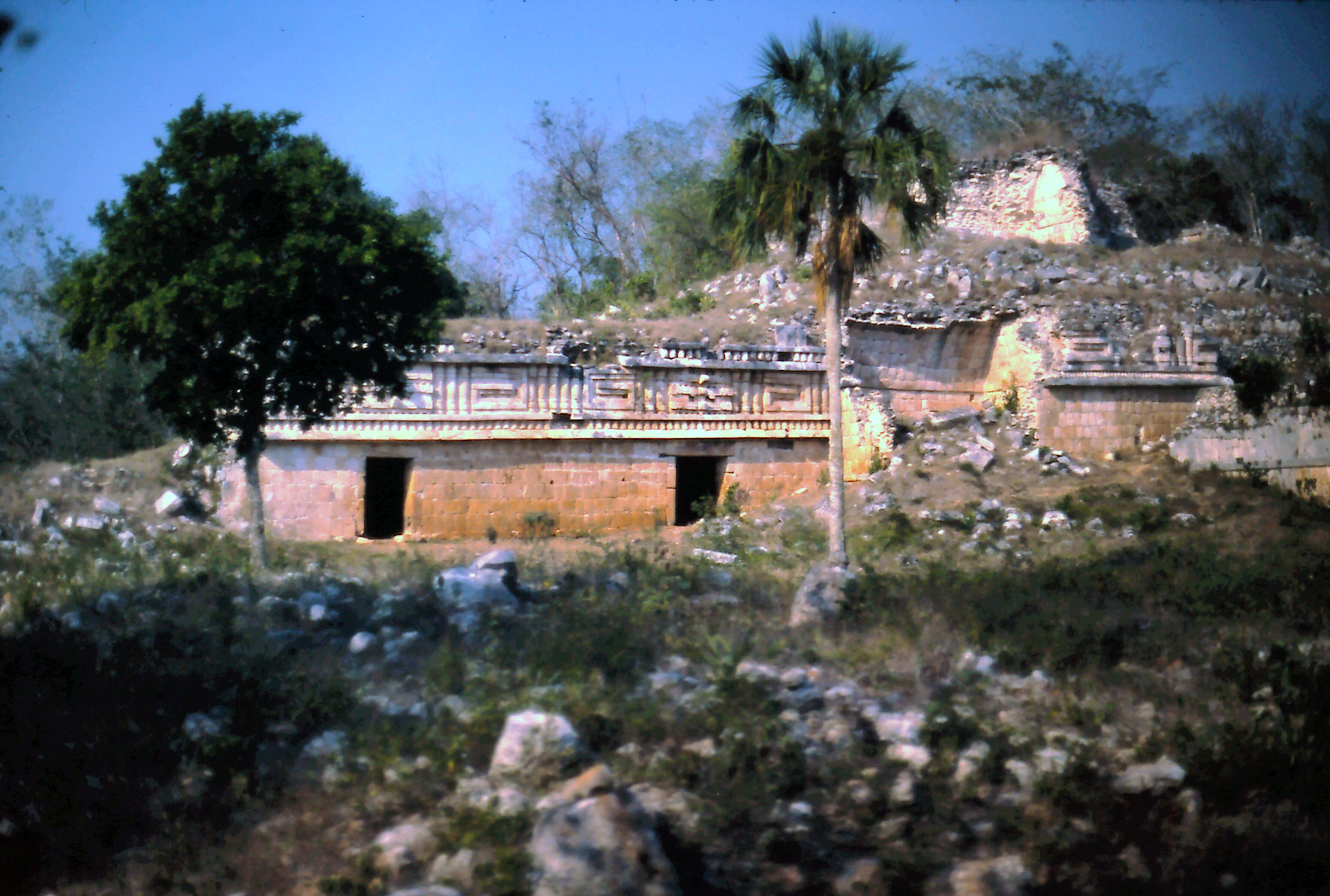
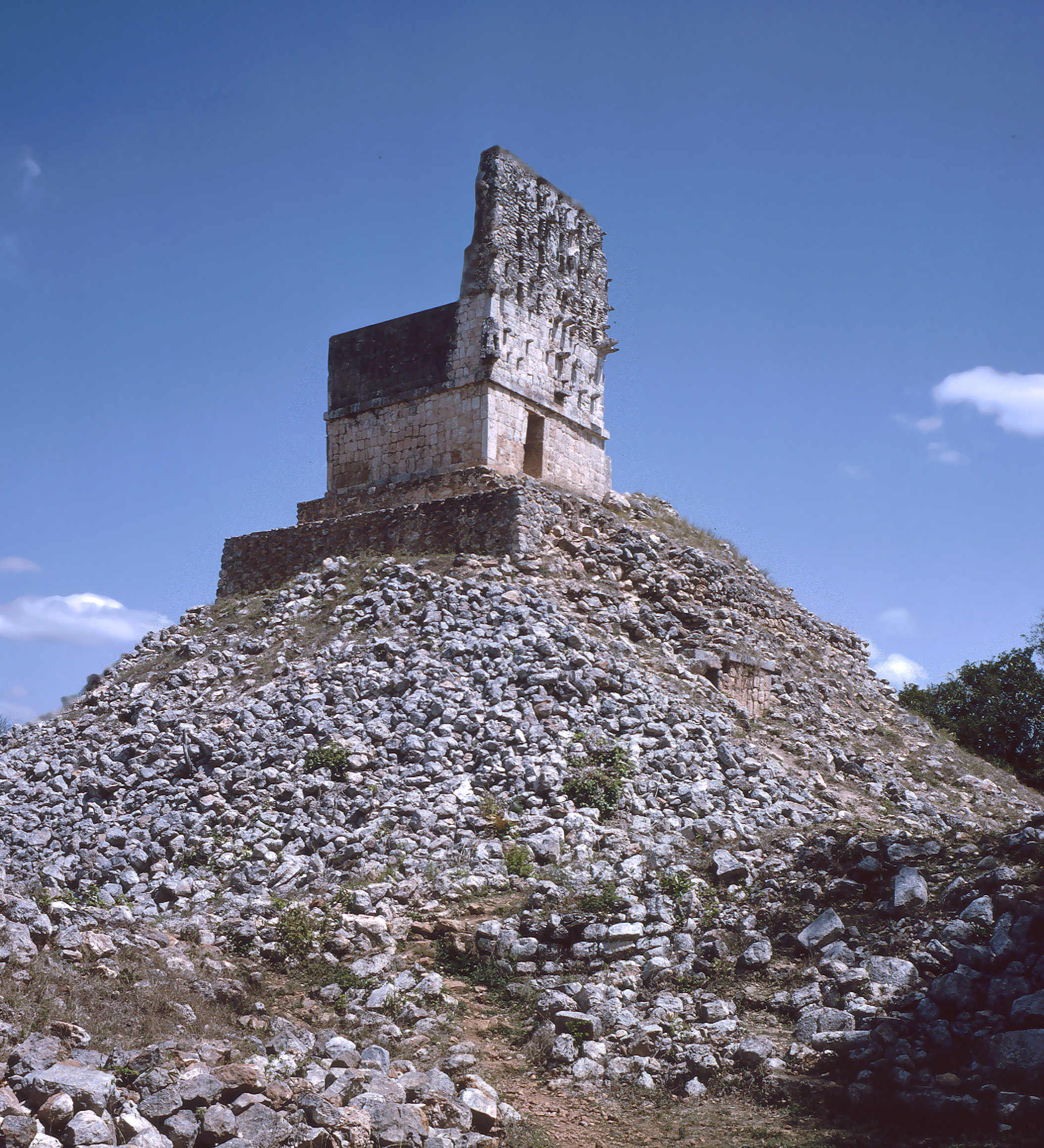
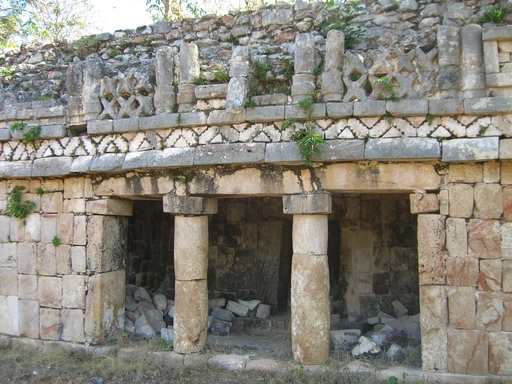
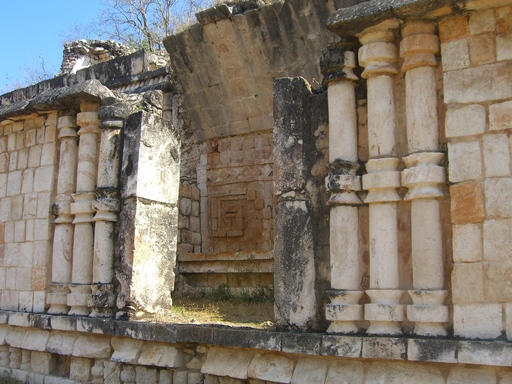